# Брюнфо, Жюль
Жюль Брюнфо (фр. Jules Brunfaut; 16 ноября 1852, Брюссель — 4 января 1942, Брюссель) — бельгийский архитектор, работавший в стиле модерн.

## Биография
Жюль Брюнфо родился в Брюсселе 16 ноября 1852 года. После окончания средней школы Athénée Royal (фр.) в Брюсселе Брюнфо поступил на курсы Школы гражданского строительства Гентского университета.
Следуя курсам Феликса Лореса (1820—1897) в Академии художеств с 1873 по 1879 год, он завершил четырехлетнюю профессиональную практику у Анри Бейярта.
В 1879 году, получив стипендию от правительства Бельгии лауреатов для поощрения декоративного искусства, Брюнфо выбрал Высшую школу изящных искусств в Париже, чтобы познакомиться с концепциями прошлого. Здесь он встретил своих друзей из Королевской академии изящных искусств Брюсселя, Эрнеста Акера (фр.), Джорджа де Лараби и Оскара Ракеса, которые дали ему программу занятий, так как он был свободным учеником. С 1879 по 1881 год он учился у архитектора Анри Мань де Тэня, рисовальщика и гравера Шарля Блана и Анри Маье.
Брюнфо обогащал свои знания во время поездок во Флоренцию, Рим и Венецию, а также в сицилийские города Агридженто, Селинунте, Палермо и Монреале с 1881 по 1882 год. Он привез из этих поездок альбомы, которые составили репертуар декоративных мотивов, а также детали элементов эпохи Возрождения и античности.
В 1889 году Ж. Бурнай обратился к Жюлю с просьбой отреставрировать «Quinta do Trinidade» в Сейшале и построить его дом в Лиссабоне. Брюнфо тогда жил в Португалии, построил особняк Л. Рибейро и картинную галерею графа Даупиаса.
Вернувшись в Брюссель, с 1880 по 1919 годы возводил буржуазные дома, особняки, замки, виллы, хозяйственные постройки, промышленные здания для фабрик Сольве, выставочные павильоны в Бельгии и за рубежом.
Затем Брюнфо закрыл свой офис, чтобы путешествовать с женой Викториной Кастень (1867—1930) и тремя дочерьми, чтобы посвятить себя сочинениям.
Жюль Брюнфо умер в своем особняке на Мольер-авеню в Брюсселе после продолжительной болезни 4 января 1942 года.
Являлся членом Королевской академии наук, литературы и искусства Бельгии по классу изящных искусств.

## Работы
- 1902—1903: Особняк Ханнон, расположенный в Сен-Жиле (Бельгия), самый известный проект Брюнфо и единственный его проект в стиле модерн; построен для Эдуарда Ханнона, друга Брюнфо.